# Георги Стаменов
Георги Стаменов или Попстаменов (изписване до 1945 година: Георги попъ Стаменовъ) е български просветен деец и общественик от Македония.

## Биография
Роден е в 1845 година в Дойран, тогава в Османската империя, в родолюбиво семейство. Баща му е българският духовник и деятел за запазване на българщината поп Стамен Думчев, роден в гевгелийското село Мачуково около 1800 година, но се преселва в Дойран, където става свещеник.
С помощта Димитър Миладинов, владиката Партений Поленински и варненския руски консул Александър Рачински в 1859 година Георги Стаменов заминава да получи образование в Руската империя, заедно с Райко Жинзифов, Никола Делииванов, Константин Станишев и Андрей Стоянов. За кандидат-гимназиалните изпити го подготвят Нешо Бончев и Марин Дринов. В 1862 година постъпва да учи в Киевската семинария. В следващата 1863 година се мести да учи във Втора киевска гимназия като държавен стипендиант, която завършва в учебната 1867/1868 година. След това в 1868 година Стаменов записва специалност филология в Историко-филологическия факултет на Московския университет, който завършва в 1872 година и в същата година започва да преподава гръцки заедно с Бончев в Първа московска гимназия и приема руско поданство.
По време на Руско-Турската война пише антиосмански статии в славянофилския вестник „Рус“ на Иван Аксаков, които допринасят за оформянето на общественото мнение в Русия в полза на войната.
След Освобождението на България, поканен от просветния министър Марин Дринов, става временен началник на отделение в просветното министерство, а в 1879 година е назначен за първи директор на Класическата гимназия в София. Стаменов е директор и преподава латински език в гимназията две години, в което време издава „Учебна латинска граматика за употрѣбенье въ първитѣ классове на классическа гимназия“ (София, 1881).
След това заминава за Русия, където от 1881 до 1888 година е директор на Болградската гимназия, от която се пенсионира по болест.
В 1905 година поради затрудненото си материално положение се завръща в България. През същата година заема длъжността учител по латински език във Втора мъжка гимназия в София. Тук преподава до 1909 година, когато е назначен за командирован учител от Първа мъжка гимназия в Народния етнографски музей в София. В края на живота си е преводач на гръцки текстове в същия музей.
Умира на 28 декември 1926 година в София.
Ученикът му Тодор Влайков пише в спомените си за него:
| „ | Той е доста млад човек, с малка брадичка, с нежно лице, с поглед ясен, доста жив и подвижен, но и благ в същото време, и с мек, кадифен глас. Получил средното си и висше образование в Русия... неговият говор е с руско произношение, примесен начесто и с руски изрази. Обноските му към нас учениците са внимателни и добри, понякога дори и сърдечни. Нерядко той ни дава съвети как да се отнасяме помежду си и как да се държим пред хората. Особено разположение проявява към учениците македонци, и най-вече към кукушаните. Защото и сам той е македонец – родом от град Дойран, който бил близо до Кукуш. И смята затова кукушаните един вид свои земляци... Преподава ни Стаменов латински език... много добре го познаваше тоя език! Започваме изпърво с граматиката, суха наглед и твърде мъчна материя. Той я преподава с такова умение, че тя възбужда у нас жив интерес и ние я изучаваме с лекота и дори с увлечение. Обичахме го Стаменова зарад неговите внимателни и дружески обноски към нас, ценяхме го като вещ преподавател по тоя най-важен предмет и уважавахме го като добър началник на учебното заведение и като голям авторитет, като най-учен измежду всичките преподаватели. | “ |